# Parietaria judaica
La vetriola minore, vetriola dei muri o parietaria giudaica (Parietaria judaica L., 1753)  è una pianta della famiglia delle Urticaceae.
Si trova facilmente ai bordi delle strade, lungo i muretti a secco.
L'habitat ideale sono i luoghi aridi.

## Etimologia
Deriva dalle parole latine parietaria: che abita sul muro (un nome usato dal naturalista e filosofo romano Plinio) e judaica: dalla Giudea, dalla Palestina.

## Descrizione
La forma biologica di Parietaria judaica è emicriptofita scaposa, poiché i suoi germogli svernanti sono situati appena sotto la superficie del suolo e l'asse floreale è più o meno eretto. Questa pianta ha steli pelosi rosa o rossi, legnosi alla base. Raggiunge in media un'altezza di 60 cm. Le foglie sono pelose, alternate, semplici, intere e verdi, con margini lisci. I piccoli fiori bianchi o rosa sono attaccati agli steli; sono bisessuali o unisessuali, prodotti in gruppi da tre a molti insieme nelle ascelle delle foglie. Il soprannome di erba appiccicosa è dovuto alla qualità aderente dei fiori e degli steli pelosi; a differenza di alcune specie affini della famiglia delle Urticaceae, i peli non pungono. Il periodo di fioritura si estende dalla primavera all'autunno, quando produce grandi quantità di polline. I frutti sono acheni nerastri.

## Distribuzione e habitat
La specie è diffusa in Europa, Nord Africa e Asia occidentale.

## Allergia
Provoca reazioni allergiche nei soggetti predisposti.

## Galleria d'immagini

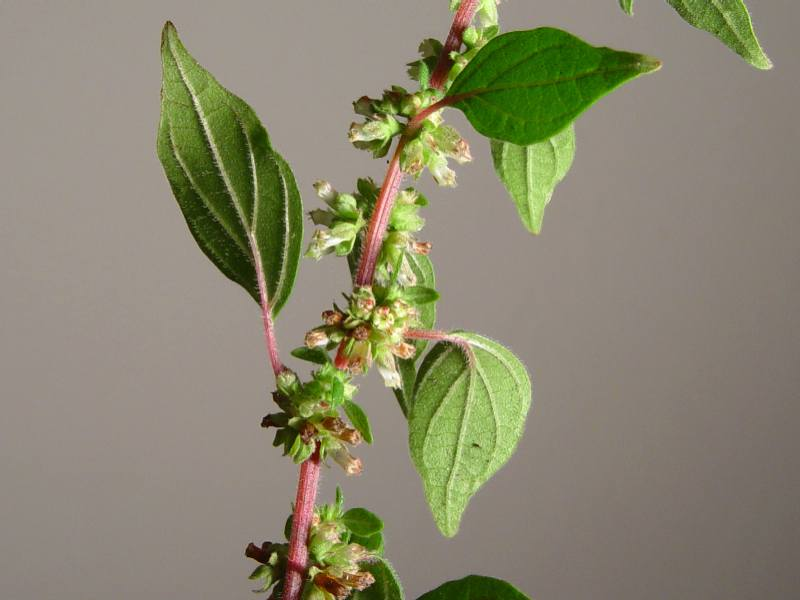
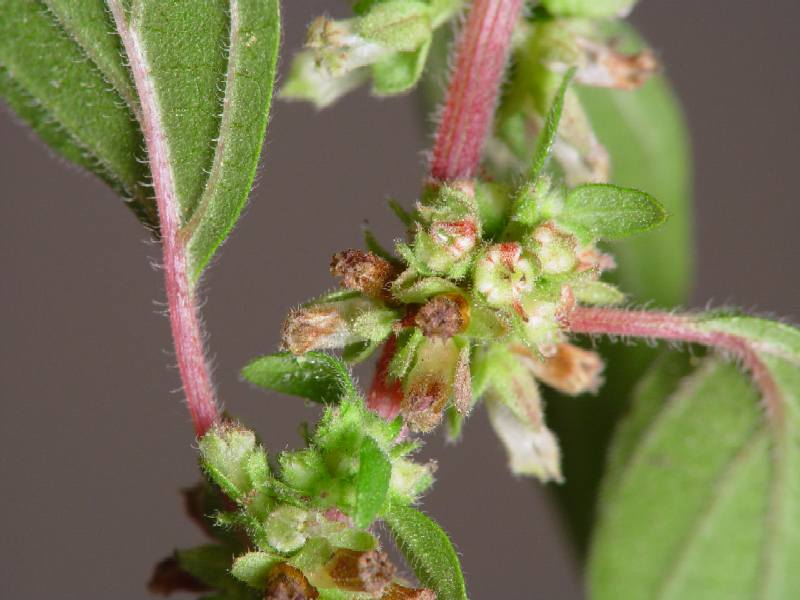
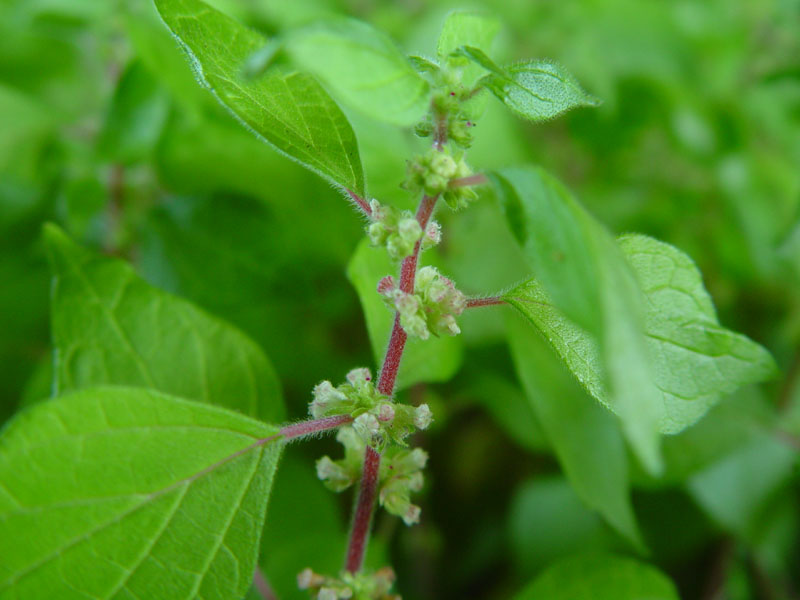